# La Légende d'Aïno
La Légende d'Aïno (en finnois : Aino-taru) est une peinture à l'huile réalisée en 1891 par Akseli Gallen-Kallela dans le style du Nationalisme romantique. Ce triptyque est la première œuvre de Gallen-Kallela liée au Kalevala. Elle est exposée au Musée d'Art Ateneum d’Helsinki.
Il a pour sujet un récit du Kalevala sur Aïno, la sœur de Joukahainen que celui-ci promet comme épouse à Väinämöinen. La peinture est un triptyque de dimension 154 × 308 cm, chaque élément décrivant un épisode de l’histoire d’Aïno.

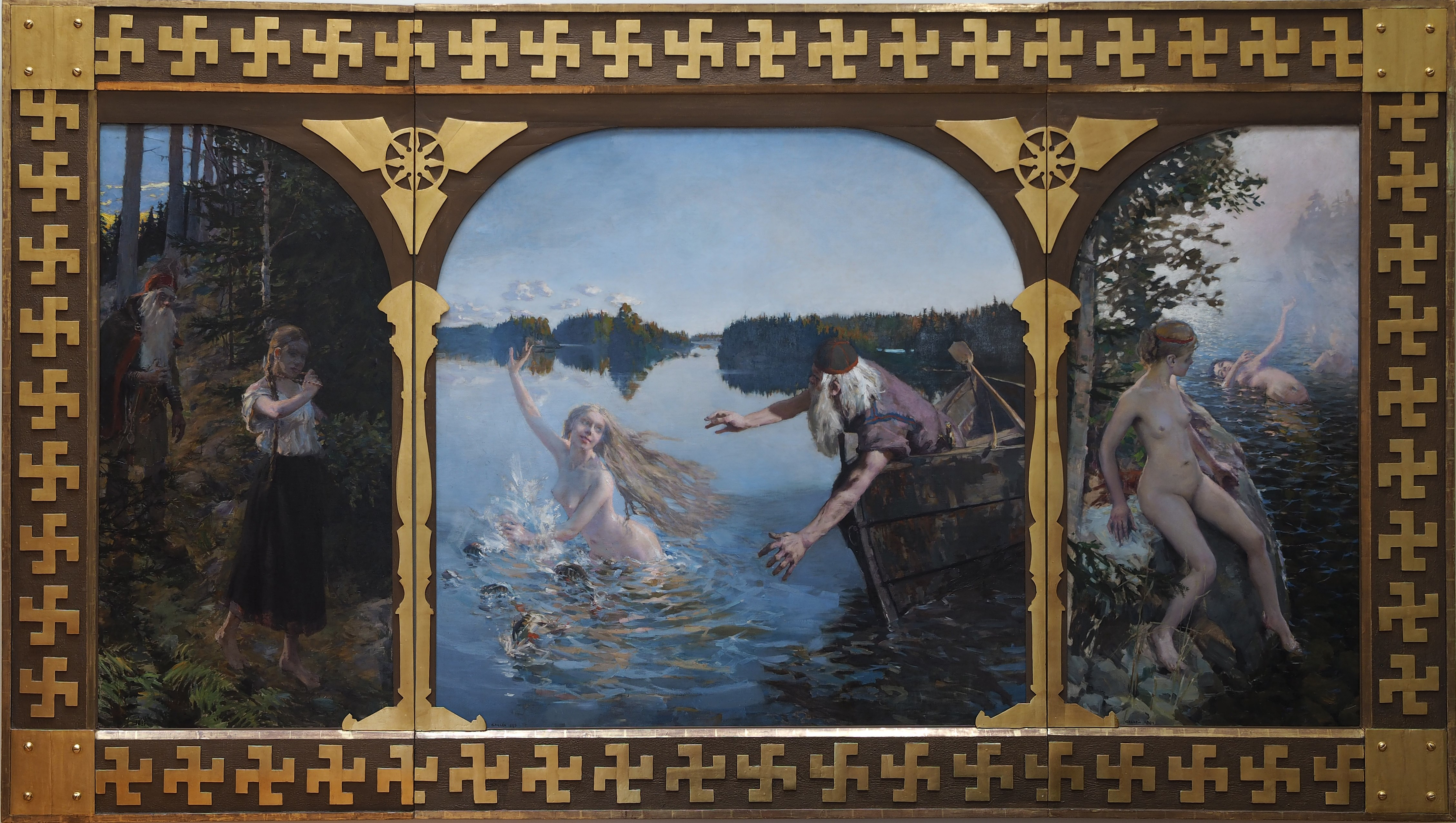
Version de 1889.

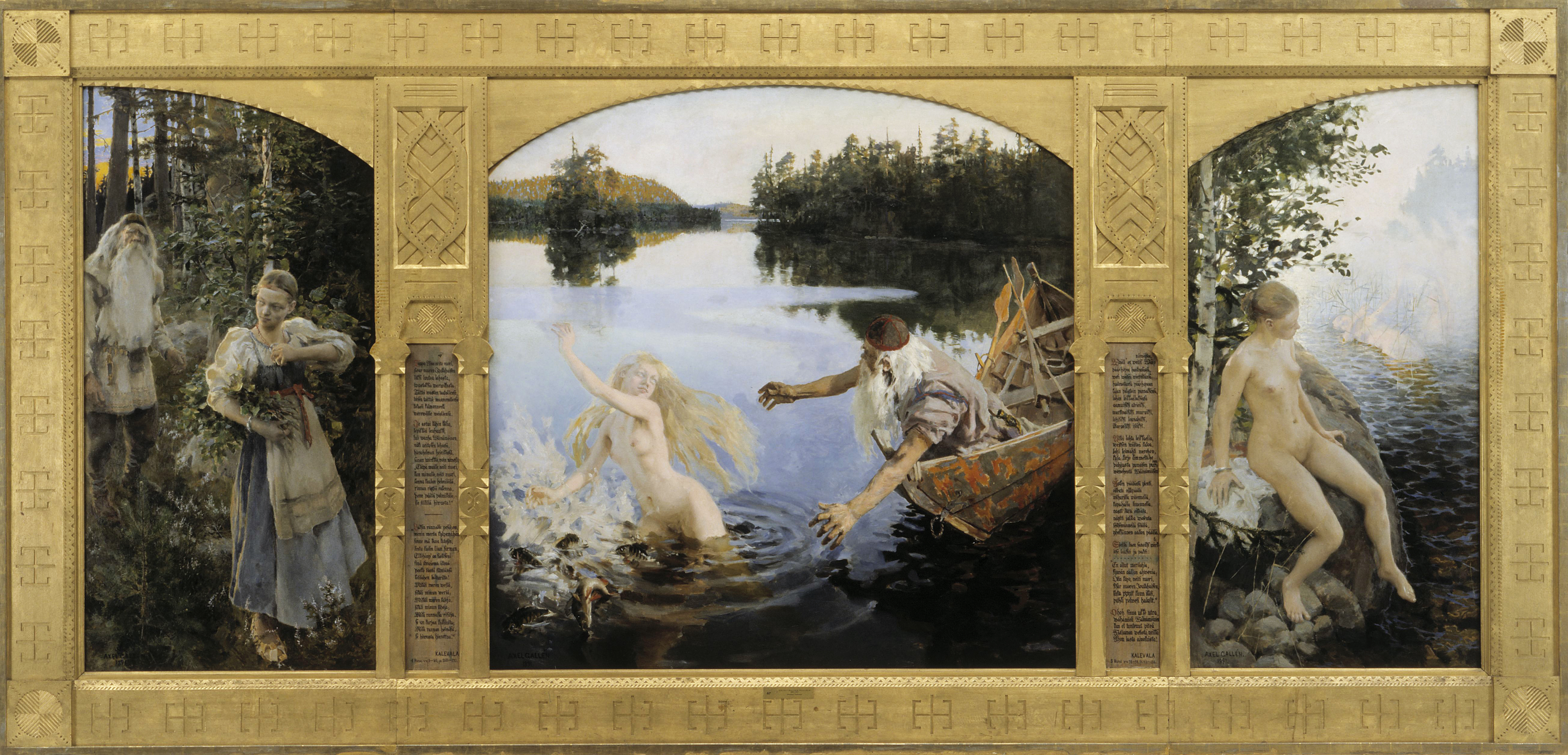
Akseli Gallen-Kallela : Aino-taru (1891).

## Contexte

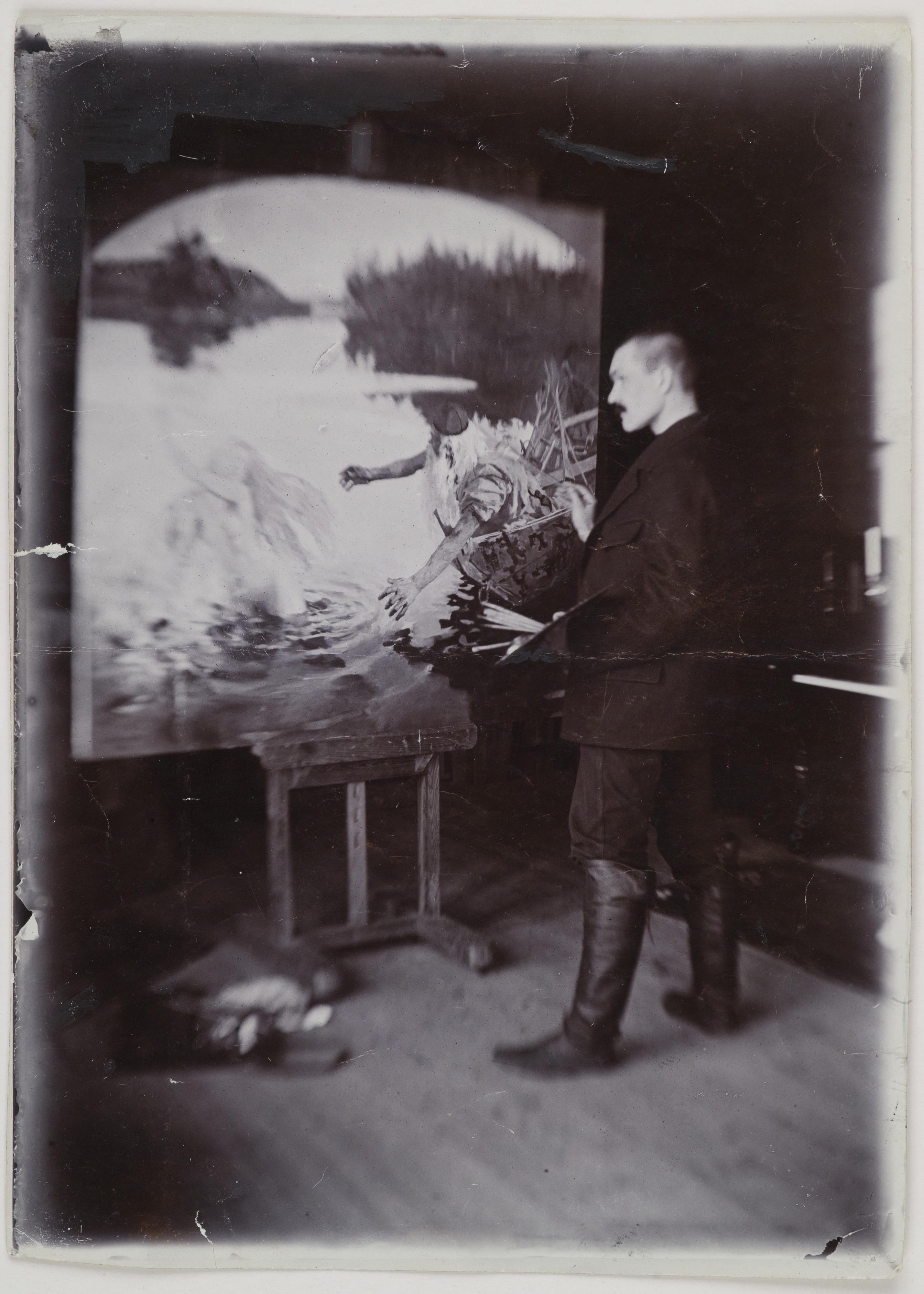
Akseli Gallen-Kallela en train de peindre La Légende d'Aïno dans son atelier à Malmi, Helsinki, Finlande, en 1891.

Gallen-Kallela peint deux versions de La Légende d'Aïno, dont la première à Paris en 1889. À cette époque, il n’était pas possible de trouver à Paris des modèles ressemblant à des Finlandais. Gallen-Kallela n’est pas content du résultat bien qu’en Finlande sa peinture a suscité des louanges. Quand le Sénat de Finlande commande une version pour les collections de l’État, on offre à Gallen-Kallela  l’opportunité d’améliorer la précédente.
Il trouve l’inspiration pendant son voyage de noces dans le Kainuu avec son épouse Mary. Une grande partie de l’œuvre est réalisée pendant le voyage, l’œuvre étant achevée dans son atelier dans le quartier de Malmi à Helsinki. Le modèle original de Väinämöinen est Elias Ahtonen (Rimmin Uljaska) de Kuhmo ; le modèle d’Aïno pour le tableau central est la fille de son guide Renne Haverinen. Quand le peintre revient à Helsinki, sa femme Mary est sollicitée pour poser déguisée en Väinämöinen. Mary a aussi cousu tous les habits représentés dans le tableau. On peut voir Aïno porter le bracelet que le peintre avait offert à son épouse. Le troisième acteur du tableau est la nature presque virginale de Carélie dont le tableau de Gallen-Kallela est une sorte de célébration.

## L'œuvre terminée
La partie gauche du triptyque représente la rencontre d’Aïno et de Väinämöinen dans la forêt. Väinämöinen tombe en admiration à la vue de la jeune fille et décide de la faire sienne. La partie droite représente Aïno qui préfère mourir plutôt que d'épouser un prétendant aussi désagréable et qui en pleurant écoute les déesses de Vellamo qui jouent dans l’eau et l’appellent à les rejoindre.
Dans la scène centrale, Väinämöinen  utilise ses pouvoirs magiques pour pêcher, il attrape un poisson qu’il juge trop petit et qui se révèle être Aïno qui s’échappe en se moquant de lui. Les récits de cette légende varient en particulier dans l'ordre et l'interprétation des scènes.
Akseli Gallen-Kallela a fait de son travail une œuvre d’art complète sculptant et dorant lui-même les cadres qui reprennent des motifs décoratifs de chalets traditionnels de Carélie. Sur ces cadres, Gallen-Kallela écrit la légende d'Aïno pour les spectateurs qui ne connaitraient pas la légende.